# Ivor Weitzer
Ivor Weitzer (Fiume, 1988. május 24. –) horvát labdarúgó.

## Sikerei, díjai
HNK Rijeka:
- 1.HNL bronzérmes: 2012-13

NK Pomorac Kostrena:
- 2.HNL ezüstérmes: 2011-12